# Motor-Nützel
Die Motor-Nützel Unternehmensgruppe mit Sitz in Bayreuth ist eine Gruppe im Automobilhandel und -service mit 14 Standorten in Nordbayern. Sie beschäftigte 2021 945 Mitarbeiter und erzielte einen Umsatz von rund 266,58 Millionen EUR.

## Geschichte

### Anfänge
1931 eröffnete der damals 21-jährige Hans Nützel die Motorradwerkstatt Motor-Nützel in der Kulmbacher Straße in Bayreuth. Diese wurde danach kontinuierlich zu einem Volkswagen-Betrieb ausgebaut.1948 wurde Nützel einer der ersten Volkswagen-Vertragshändler in Deutschland. 1952 verstarb Hans Nützel. Seine Frau Emma Nützel führte den Betrieb nach dem Unfalltod ihres Mannes fort.
1971 erfolgte die Umwandlung der Einzelfirma in eine GmbH. 1981 gründete Emma Nützel kurz vor ihrem Tod die gemeinnützige, mildtätige Hans und Emma Nützel Altenstiftung. Die Stiftung ist seither alleinige Gesellschafterin der Motor-Nützel GmbH. In den 1990er Jahren unternahm die Gruppe die ersten Schritte aus Bayreuth hinaus und stieg beim VW-Betrieb Günther in Bad Berneck als Co-Gesellschafter ein, wenig später bei Meyer + Pittl. Außerdem wurde 1993 das Porsche-Audi-Zentrum im Gewerbegebiet Am Pfaffenfleck eröffnet.

### 2000er Jahre
2000 wurde der Umzug des Stammbetriebs vom Freiheitsplatz/Bismarckstraße zum Pfaffenfleck abgeschlossen. 2003 folgt die erste Expansion nach Bamberg mit der Übernahme des dortigen Audi-Zentrums. Im Mai 2005 gründete Motor-Nützel das Gebrauchtwagenzentrum in Bayreuth für die Standorte des Audi-Zentrums und des VW-Zentrums sowie des VW-Betriebes in Bad Berneck. Im Gebrauchtwagenzentrum wurden die Gebrauchtwagenbestände aller VW- und Audi-Standorte zusammengefasst. 2007 wurde in Bamberg ein neues Audi-Zentrum gebaut, ein Jahr später wurde ein VW-Zentrum in Kulmbach eröffnet. Parallel dazu wurde die Marke Drive In - Auto Service Bayreuth gemeinsam mit dem Opel-Händler Hensel und dem BMW-Händler Herrnleben entwickelt, welche für ältere Fahrzeuge Serviceleistungen abseits von Markenwerkstätten anbietet.
2008 wurde zudem das operative Geschäft der Unternehmensgruppe umstrukturiert und alle bislang rechtlich selbstständigen Tochtergesellschaften und operativen Geschäftsbereiche zu einer einzigen Vertriebsgesellschaft, der Motor Nützel Vertriebs-GmbH, verschmolzen. Im September 2009 folgte am Standort Kulmbach die Übernahme des ehemaligen Autohauses Aventi, an welchem seitdem die Pkw-Palette des tschechischen Autoherstellers Škoda vertrieben wird.

### 2010er Jahre
2013 übernahm Motor-Nützel einige Standorte des insolventen Unternehmens Autowelt König. Das Volkswagen-Zentrum Hof (früher Autohaus Haedler), die Audi-Niederlassung Hof (früher Autohaus Friedrich) sowie die Niederlassung Himmelkron wurden übernommen. 2015 übernahm Motor-Nützel die Immobilie des Autohauses Ullrich in Scheßlitz – die heutige Niederlassung Scheßlitz – und baute damit die Marktpräsenz im Großraum Bamberg weiter aus. Im selben Jahr begannen die Bauarbeiten für ein neues Automobilzentrum in Hof. In diesem ist ein Audi-Zentrum, Volkswagen-Zentrum, Škoda-Schauraum, ein Lack- und Karosseriezentrum sowie ein Audi- und Volkswagen-Gebrauchtwagenplatz und eine Betriebstankstelle untergebracht. Im Oktober 2016 wurde das Zentrum eröffnet. Die Baukosten lagen bei rund 20 Millionen EUR.
2017 wurde im ehemaligen Porsche-Zentrum Bayreuth ein neues Audi-Sport-Kompetenzzentrum Oberfranken errichtet. Ein Jahr später wurden die Mehrheitsanteile an der Oberpfälzer Firma Enslein & Schönberger übernommen. Damit expandierte die Gruppe in die nördlichen Oberpfalz. Im selben Jahr erhielten die Standorte Hof und Himmelkron den Status von Vollfunktionsbetrieben (Verkauf/Service) für die Marke Škoda.

### 2020er Jahre
2021 wurde der Vertrieb um den Verkauf der SEAT- und CUPRA-Modelle erweitert. Im selben Jahr investierte die Gruppe rund 800.000 EUR in den Ausbau der Ladeinfrastruktur an den Standorten der Motor-Nützel Gruppe. Seit 2022 vertreibt Motor-Nützel auch die Marke Toyota.
Im Januar 2023 gab Jochen Sonntag die Führung der Geschäftsleitung an Steffen Rump und Alexander Pflaum ab. Er wechselte als Vorsitzender in den neu gegründeten Aufsichtsrat. Pflaum verantwortet als Geschäftsführer die vertrieblichen Bereiche, während Rump als Sprecher der Geschäftsführung das Kaufmännische verantwortet.
Mitte 2023 nahm Motor-Nützel die Marke Maxus ins Portfolio auf. 2024 belegt Motor-Nützel den ersten Platz unter den zehn erfolgreichsten Audi Händlern in Deutschland. Seit Juli 2024 vertreibt Motor-Nützel die Marke MG am Standort Bayreuth. Im Sommer 2024 wuchs Motor-Nützel um eine weitere Toyota-Niederlassung: Motor-Nützel übernahm zum 1. September den Toyota-Traditionsbetrieb Autotechnik Hahn in Kulmbach als vierten Toyota-Vollfunktionsbetrieb inklusive Werkstatt.
Zum 1. Januar 2025 übernahm Motor-Nützel das Autohaus Vossiek mit Sitz in Schweinfurt und Niederlassung Werneck.

## Unternehmenstätigkeiten
Die Motor-Nützel Unternehmensgruppe vertreibt Neu- und Gebrauchtwagen der Marken Audi, Volkswagen Pkw, Volkswagen Nutzfahrzeuge, Škoda, SEAT/CUPRA sowie Toyota. Außerdem bietet sie Werkstatt- und Servicedienstleistungen im Mobilitätsbereich an 12 Standorten in Bayern an. Gesellschafterin der Unternehmensgruppe ist die Hans und Emma Nützel Altenstiftung. Die Motor-Nützel GmbH nimmt die Funktion einer strategischen Holding für die operativ tätigen Gesellschaften und Verwaltungsgesellschaften der Gruppe ein. Die Motor-Nützel GmbH ist an folgenden Gesellschaften unmittelbar oder mittelbar zu 100 % beteiligt:
- Motor-Nützel Vertriebs-GmbH und deren Tochtergesellschaft Motor-Nützel Mitterteich GmbH (vormals Motor-Nützel Sportwagen GmbH). Die Motor-Nützel Vertriebs-GmbH vertritt die Marken Audi, Škoda, VW Pkw, VW Nutzfahrzeuge und seit Sommer 2021, SEAT sowie deren Schwestermarke CUPRA. Weiterhin betreibt die Motor-Nützel Vertriebs-GmbH zusätzlich die operativen Geschäfte für das Gebrauchtwagenzentrum, die Tankstellen, Waschanlagen und die Autovermietung.
- Motor-Nützel Immobilien GmbH, die Gebäude und Grundstücke an die Schwestergesellschaft Motor-Nützel Vertriebs-GmbH verpachtet.
- Motor Nützel Automobile GmbH (vormals Motor Nützel Bamberg Verwaltungs GmbH[29]), welche die Marken Toyota, Maxus und Silence vertritt.
- Motor-Nützel Handels-GmbH, welche die Marke MG vertritt.

Die Motor-Nützel GmbH ist zudem zu 50 % an der freien Servicewerkstatt Drive In – Auto Service Bayreuth GmbH beteiligt.
| 2011/12 | 2012/13 | 2013/14 | 2014/15 | 2015/16 | 2016/17 | 2017/18 | 2018/19 | 2019/20 | 2020/21 |
| ------- | ------- | ------- | ------- | ------- | ------- | ------- | ------- | ------- | ------- |
| 159,62  | 156,58  | 167,64  | 195,64  | 201,78  | 218,75  | 232,58  | 259,13  | 251,68  | 266,58  |

### Hans und Emma Nützel Altenstiftung
Nachdem das Ehepaar Nützel kinderlos geblieben war, gründete Emma Nützel die mildtätige Hans und Emma Nützel Altenstiftung zugunsten alter und invalider Einwohner der Stadt Bayreuth und ihrer Umgebung. Die Hans und Emma Nützel Altenstiftung erbringt mit den ihr zur Verfügung stehenden Mitteln Leistungen für Menschen in Bayreuth wie Seniorenkonzerte, Unterstützung des Hospizes und Weihnachtsgeld für Rentner der Motor-Nützel GmbH. Seit 2002 unterstützt die Stiftung die mobile Seniorenberatung in Bayreuth. Neben der Stiftung unterstützen auch die operativen Motor-Nützel Gesellschaften karitative Zwecke. Die Gruppe unterstützt unter anderem die Internationale Junge Orchesterakademie Bayreuth und organisiert den jährlichen Motor-Nützel Fun Lauf in Kulmbach, ein Benefizlauf zu Gunsten eines sozialen Projekts.